# Walk Away Renée
Walk Away Renée is een single die voor het eerst in het jaar 1966 uitgebracht werd. Het was de groep The Left Banke die het nummer toen uitbracht. 

## The Left Banke
Walk Away Renée werd geschreven door de toetsenist van de band Michael Brown en Tony Sansone. Bob Calilli is ook opgegeven als schrijver, alhoewel hij in feite geen deel van de tekst of de muziek geschreven heeft. Hij kreeg toch een deel van de credits, omdat hij alles gereed maakte voor het opnemen van het nummer. De producer is echter Michael Browns vader Harry Lookofsky, die ook viool speelde en de ander strijkers violisten leidde. Brown kreeg het idee om het nummer te schrijven voor een meisje dat Renée Fladen heette. Later werd ze als Renée Fladen-Kamm een bekende zangeres en zangcoach van middeleeuwse muziek. Zij was de vriendin van Tom Finn, de bassist van The Left Banke. Net als de bassist was Michael Brown verliefd op haar en daarom schreef hij meerdere nummers over haar, zoals de opvolghit Pretty Ballerina en She May Call You Up Tonight. Renée keek toe tijdens de opname, waardoor Brown in de war raakte:
"My hands were shaking when I tried to play, because she was right there in the control room... There was no way I could do it with her around, so I came back and did it later."
In een andere versie van het verhaal claimde Bob Calilli de voornaamste schrijver te zijn. Volgens hem was de Franse naam Renée gekozen naar analogie van Michelle van The Beatles. De fluitsolo, gespeeld door Jackie Kelso die niet bij de credits vermeld staat, is geïnspireerd op die van California Dreamin' van The Mamas and the Papas. De rest van de instrumentatie van de originele versie van Walk Away Renée is opgenomen in een barokpop-stijl.

### Bezetting The Left Banke
- Leadzang: Steve Martin Caro
- Achtergrondzang: George Cameron en Tom Finn
- Drums: Al Rogers
- Bas: John Abbott
- Gitaar: George Hirsh
- Klavecimbel: Michael Brown
- Dwarsfluit: Jackie Kelso (ongenoemd)
- Violen: Harry Lookofsky & Friends
- Schrijver: Michael Brown, Bob Calilli en Tony Sansone
- Producer: Harry Lookofsky
- Arrangeur: John Abbott

## The Four Tops
In 1967 werd het nummer gecoverd door The Four Tops, een van de meest succesvolle acts van de Amerikaanse platenmaatschappij Motown. Ze werden anoniem begeleid door Motowns vaste sessiemuzikanten The Funk Brothers en achtergrondzangeressen The Andantes. Het nummer kwam te staan op het album Reach Out dat in juli 1967 uitkwam. In januari 1968 besloot Motown het als single uit te brengen, omdat The Four Tops op dat moment geen andere geschikte nummers hadden. Dit kwam doordat hun vaste schrijverstrio Holland-Dozier-Holland een paar maanden daarvoor had besloten ontslag te nemen bij Motown om hun eigen platenmaatschappij Invictus op te richten. Desondanks bleek Walk Away Renée ook voor The Four Tops een hit te zijn. In de Verenigde Staten, het thuisland van The Four Tops, bereikte het nummer de #14 positie op de poplijst en de #15 notering op de R&B-lijst. Het grootste succes had hun versie echter in het Verenigd Koninkrijk. Daar bereikte het nummer als piek de #3 positie. Doordat na Walk Away Renée nog steeds geen originele nummers voor de groep klaar waren om te worden uitgebracht, was ook het opvolgnummer van de single een cover, If I Were A Carpenter van Tim Hardin. Ook dat werd een hit voor de Tops, die hiermee, net als bij Walk Away Renée, ver verwijderd raakten van hun karakteristieke soulstijl.

### Bezetting The Four Tops
- Lead: Levi Stubbs
- Achtergrond: Lawrence Payton, Renaldo "Obie" Benson, Abdul "Duke" Fakir, The Andantes (ongenoemd)
- Instrumentatie: The Funk Brothers (ongenoemd)
- Producers: Brian Holland en Lamont Dozier

## Andere covers
Naast The Four Tops hebben nog vele andere acts het nummer gecoverd. Onder andere Rickie Lee Jones, Southside Johnny, Tori Amos en Elliott Smith namen het nummer opnieuw op. Daarnaast werd het nummer in de serie Ally McBeal gezongen en oud-lid van Luv', José Hoebee, nam het nummer ook op.